# Acalypha fruticosa
Acalypha fruticosa är en törelväxtart som beskrevs av Peter Forsskål. Acalypha fruticosa ingår i släktet akalyfor, och familjen törelväxter.

## Underarter
Arten delas in i följande underarter:
- A. f. eglandulosa
- A. f. fruticosa

## Bildgalleri

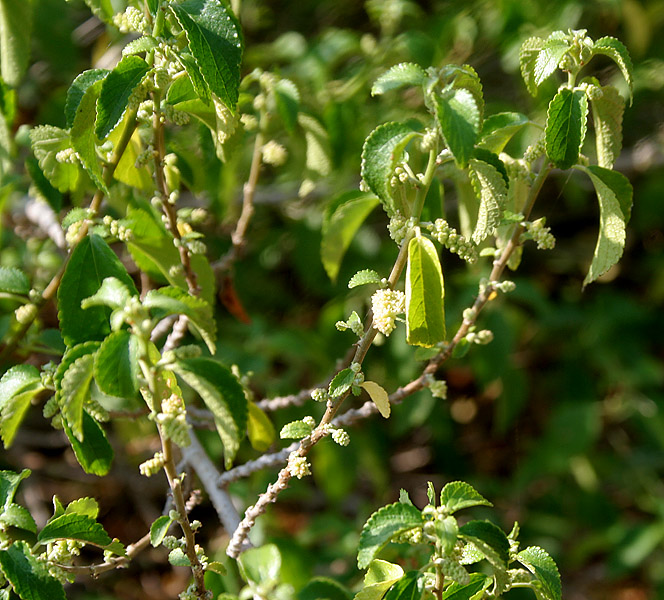
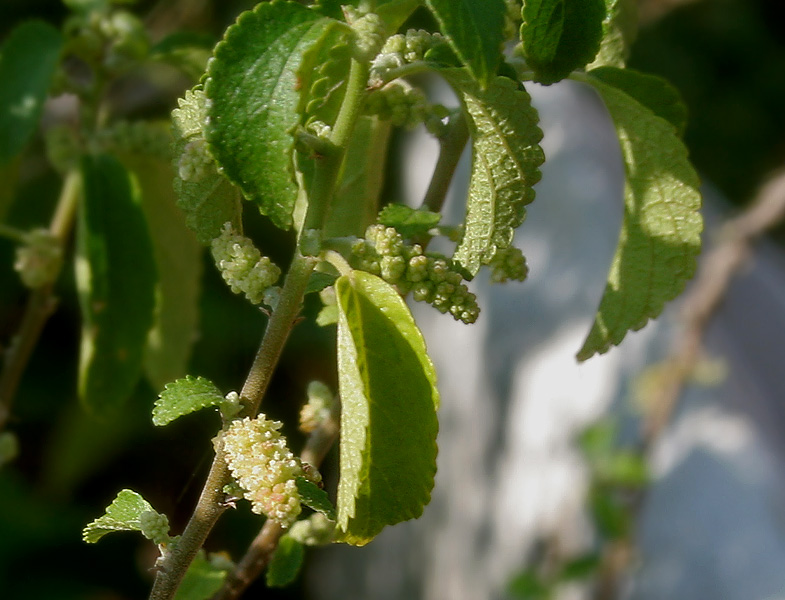
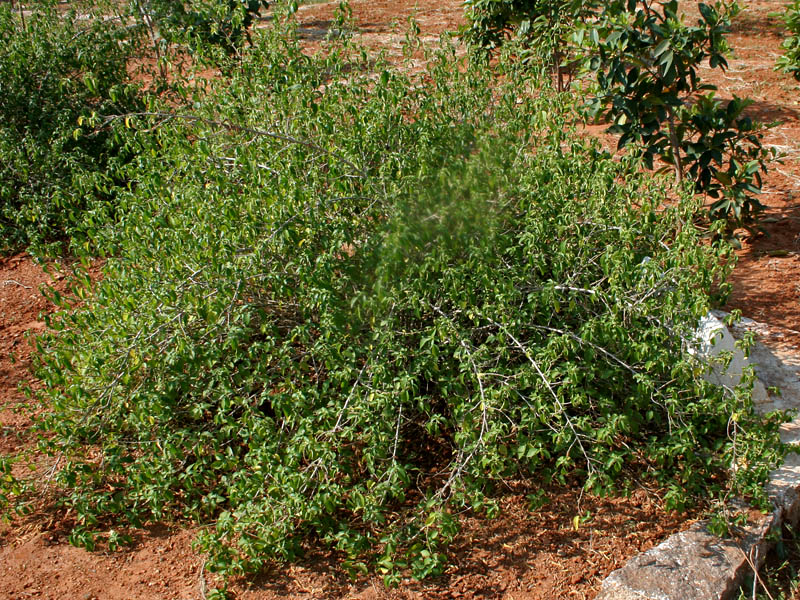